# Mattighofen
Mattighofen este un oraș situat în districtul Braunau am Inn (BR), regiunea Innviertel, landul Austria Superioară. Orașul se află la altitudinea de 454 m deasupra n.m., se întinde pe o suprafață de 5 km², din care 13,5 % sunt păduri iar 50,0 % terenuri agrare, el avea în anul 2010, 5.589 loc.

## Personalități marcante
- Rudolph Hittmair (1859–1915), episcop de Linz
- Michaela Pfaffinger (1863–1898), pictor
- Josef Hafner (1875–1932), politician
- Erwin Stricker (1950–2010), schior
- Alisar Ailabouni, finalistă în 2010 la Germany’s Next Topmodel